# Gordon Brook-Shepherd
Gordon Brook-Shepherd est un journaliste anglais, spécialiste de l'histoire des Habsbourg, né le 24 mars 1918 et mort le 24 janvier 2004.

## Biographie
- lieutenant-colonel au British intelligence Service
- 1948 correspondant du Daily Telegraph en Autriche
- 1961 correspondant du Sunday Telegraph

## Ouvrages
En français
- 1964 L'Anschluss : les Nazis en Autriche, Paris, Presses de la Cité, 1964, 255 p.
- 1971 Le dernier Habsbourg : l'impératrice Zita parle, Paris, Flammarion, 1971, 405 p.
- 1976 Édouard VII et l'Europe : la diplomatie à la Belle époque, Paris, Hachette, 1976, 352 p. (ISBN 978-0-15-192697-8)

En anglais
- 1954 Russia's Danubian empire, Heinemann, 1954, 262 p.
- 1961 Dulfuss, Londres, Macmillan and C, 1961, 296 p.
- 1963 Anshluss : the rape of Austria, Londres, Macmillan and C, 1963, 223 p.
- 1972 Between two flags : the life of baron sir Rudolf von Slatin Pasha, Londres, Weidenfeld and Nicolson, avril 1972, 366 p.
- 1975 Uncle of Europe : The social and diplomatic of Edward VII, Londres, Collins, avril 1975, 384 p. (ISBN 978-0-00-211856-9)
- 1977 The Storm petrels : the first Soviet defectors, 1928-1938, Londres, Collins, 1977, 257 p. (ISBN 978-0-00-216777-2)
- 1982 November, 1918 : The Last Act of the Great War, Little Brown & Co, février 1982, 462 p. (ISBN 978-0-316-10960-4)
- 1984 Archduke of Sarajevo : The Romance and Tragedy of Franz Ferdinand of Austria, Little Brown & Co, juillet 1984, 301 p. (ISBN 978-0-316-10951-2)
- 1987 Royal Sunset : The European Dynasties and the Great War, Doubleday, avril 1987, 357 p. (ISBN 978-0-385-19849-3)
- 1991 The Last Empress : Life and Times of Zita of Austria-Hungary, 1892-1989, HarperCollins, novembre 1991, 320 p. (ISBN 978-0-00-215861-9)
- 1996 The Austrians : a thousand-year odyssey, Londres, HarperCollins, janvier 1996, 483 p. (ISBN 978-0-00-255384-1)
- 1998 Iron Maze : Western Intelligence and the Bolsheviks, Londres, Macmillan, octobre 1998, 400 p. (ISBN 978-0-333-72956-4)
- 2003 Uncrowned Emperor : The Life and Times of Otto Von Habsburg, Hambledon Continuum, octobre 2003, 288 p. (ISBN 978-1-85285-439-3, lire en ligne)

## Documentaires
- 1992 : Ne détruisez pas le rempart de l'Europe réalisé par Denys Piningr.

## Articles
- « obituaries Gordon Brook-Shepherd », The Times,‎ 20 février 2004 (lire en ligne)
- « obituaries Gordon Brook-Shepherd », Telegraph,‎ 30 janvier 2004 (lire en ligne)